# Desa Karangrejo (administrativ by i Indonesien, Jawa Timur, lat -8,08, long 111,14)
Desa Karangrejo är en administrativ by i Indonesien.   Den ligger i provinsen Jawa Timur, i den västra delen av landet, 500 km öster om huvudstaden Jakarta.